# Свен Медвешек
Свен Медвешек (1965, Загреб) хрватски је филмски, телевизијски, позоришни и гласовни глумац.

## Биографија
Свен Медвешек је рођен 1965. године у Загребу. Дипломирао је на Академији драмске уметности у Загребу. Након завршетка Академије драмске уметности, Свен Медвешек је у кратком периоду био члан позоришта „ХНК” у Загребу, а од 1993. ради као самосталан уметник. Из ХНК-а у Загребу, изашао је јер су улоге биле додељиване без консултација пре тога, жели ли он тумачити дату улогу. Наредних 15 година није био члан ниједног позоришног друштва, све док се 2008. године није запослио у „Гавели”, где је започео ангажман представом „Орфеј силази”. За свој глумачки рад, Свен је награђиван многим престижним наградама као што су Златни вијенац'' 1991, Владимир Назор 1992, Златна арена 1996, награду града Загреба 1997. и награду Дубравко Дујшин 2002 године.
Свен је брат познатог глумца и позориног режисера, Ренеа Медвешека, чији је син, Фабијан Павао Медвешек, такође глумац. Из првог брака, с’ глумицом Наташом Дорчић, Свен има троје деце — Тому, Розу и Тит-Емануела. Његово четврто дете, ћерку Јагу, родила је Мартина Франић 2007. године коју је упознао у Дубровнику за вриеме снимања филма Либертас, а 2012. године је по пети пут постао отац, с’ књижевницом Емом, која је родила сина Натана.